# Lopharcha rapax
Lopharcha rapax es una especie de polilla de la familia Tortricidae. Se encuentra en Sri Lanka.